# Helvetespott
Helvetespott är en sjö i Värmdö kommun i Uppland och ingår i Norrström-Tyresåns kustområde.
Enligt Länsstyrelsen är Helvetespott en liten skogstjärn som omges av breda gungflymattor av stort botaniskt värde. Den har högt värde enligt den nationella våtmarksinventeringen.